# بورش 986
بورش 986 هي سيارة رياضية من صناعة بورش أنتجت في 1996 وتوقف إنتاجها في 2004.